# Primärblatt

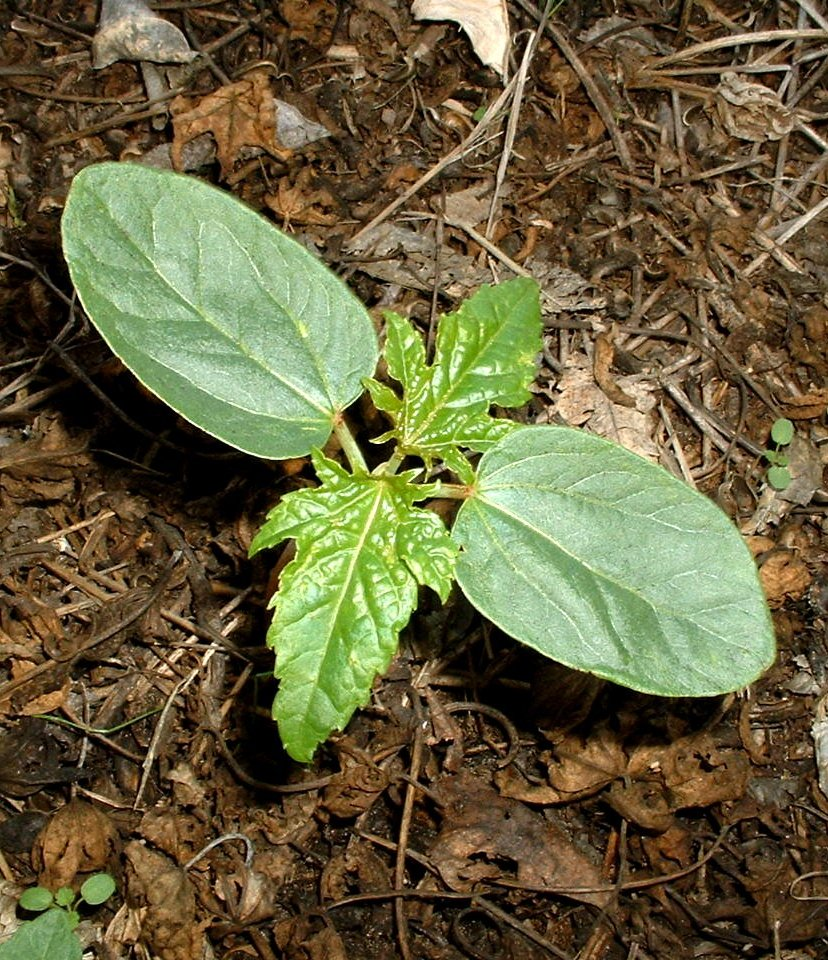
Rizinus-Keimling mit zwei Keimblättern (rundlich) und zwei Primärblättern (gezähnt).

Als Primärblatt, Jugendblatt, Protophyll oder Eophyll werden die ersten Laubblätter einer Pflanze bezeichnet, die nach den Kotyledonen (Keimblättern) oder Niederblättern gebildet werden.
Diese Erstlingsblätter werden jedoch nur dann so bezeichnet, wenn sie anders gestaltet sind als die nachfolgenden Laubblätter. Meist sind sie einfacher gestaltet.
Die Primärblätter, die bereits im Embryo angelegt sind, wurden von Augustin-Pyrame de Candolle 1813 als feuilles primordiales bezeichnet. Goebel hat den Ausdruck Primordialblätter 1883/84 durch Primärblätter ersetzt. Der Begriff Eophyll wurde erstmals 1960 von Tomlinson verwendet.

## Belege
1. 1 2  Gerhard Wagenitz: Wörterbuch der Botanik. Die Termini in ihrem historischen Zusammenhang. 2., erweiterte Auflage. Spektrum Akademischer Verlag, Heidelberg u. a. 2003, ISBN 3-8274-1398-2, S. 260.
2. ↑  Wilhelm Nultsch: Allgemeine Botanik. Kurzes Lehrbuch für Mediziner und Naturwissenschaftler. 8., neu bearbeitete und erweiterte Auflage. Thieme, Stuttgart u. a. 1986, ISBN 3-13-383308-1, S. 208.